# Salvia xalapensis
Salvia xalapensis es una especie de planta con flores de la familia Lamiaceae, originaria de México, principalmente en la parte de la Sierra Madre Oriental, en los estados de Chiapas, Hidalgo, Oaxaca, Puebla y Veracruz. Se han investigado los compuestos obtenidos de Salvia xalapensis por sus posibles usos médicos o insecticidas.

## Descripción
Hierbas anuales erectas, de 50 centímetros a un metro; tallos longitudinalmente acanalados, los surcos pelosos con tricomas simples multicelulares, blancos, entremezclados con glándulas sésiles anaranjadas. Hojas de 3.5 - 10 × 2.5 - 4.5 centímetros, elípticas u ovadas, membranáceas, color verde oscuro, la pubescencia y las glándulas como sobre los tallos, pero los tricomas más densos, el envés verde pálido, la pubescencia densa, enmarañada y glandulosa como sobre el haz, la base redondeada o decurrente, los márgenes serrados, el ápice acuminado, las flores son azul o violeta.